# Coptochirus emarginatus
Coptochirus emarginatus är en skalbaggsart som beskrevs av Ernst Friedrich Germar 1824. Coptochirus emarginatus ingår i släktet Coptochirus och familjen Aphodiidae. Inga underarter finns listade i Catalogue of Life.